# Benthodesmus neglectus
Benthodesmus neglectus és una espècie de peix pertanyent a la família dels triquiúrids.

## Descripció
- Pot arribar a fer 23 cm de llargària màxima.
- Cos platejat amb les mandíbules i l'opercle negrosos.
- L'interior de la boca i de les cavitats branquials són de color negre.
- 34-35 espines i 85-90 radis tous a l'aleta dorsal i 2 espines i 80-84 radis tous a l'anal.
- 126-129 vèrtebres.[5][6]

## Hàbitat
És un peix marí i probablement bentopelàgic que viu entre 200 i 1.000 m de fondària (5°N-9°S, 121°E-154°E). Els joves són mesopelàgics entre 200 i 800 de profunditat.

## Distribució geogràfica
Es troba al Pacífic occidental central: el mar de Flores a Indonèsia i el nord de Nova Guinea.

## Observacions
És inofensiu per als humans.